# Campeonato do Japão de Ciclismo em Estrada
Os Campeonatos do Japão de Ciclismo em Estrada organizam-se anualmente desde o ano 1997 para determinar o campeão ciclista do Japão de cada ano. O título outorga-se ao vencedor de uma única corrida. O vencedor obtém o direito a portar um maillot com as cores da Bandeira do Japão até Campeonato do Japão do ano seguinte.

## Palmarés

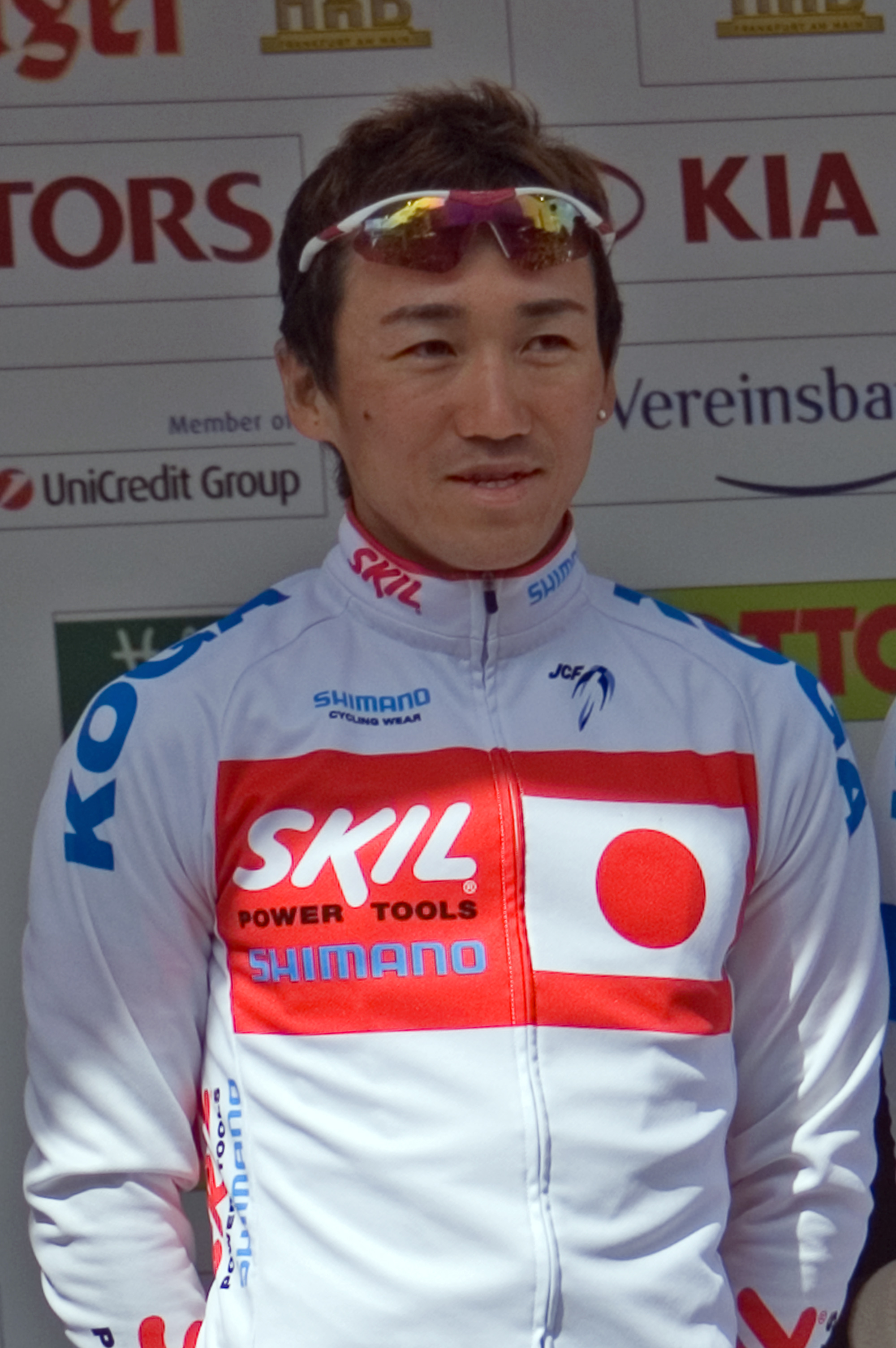
Hidenori Nodera com o maillot de campeão de Japão

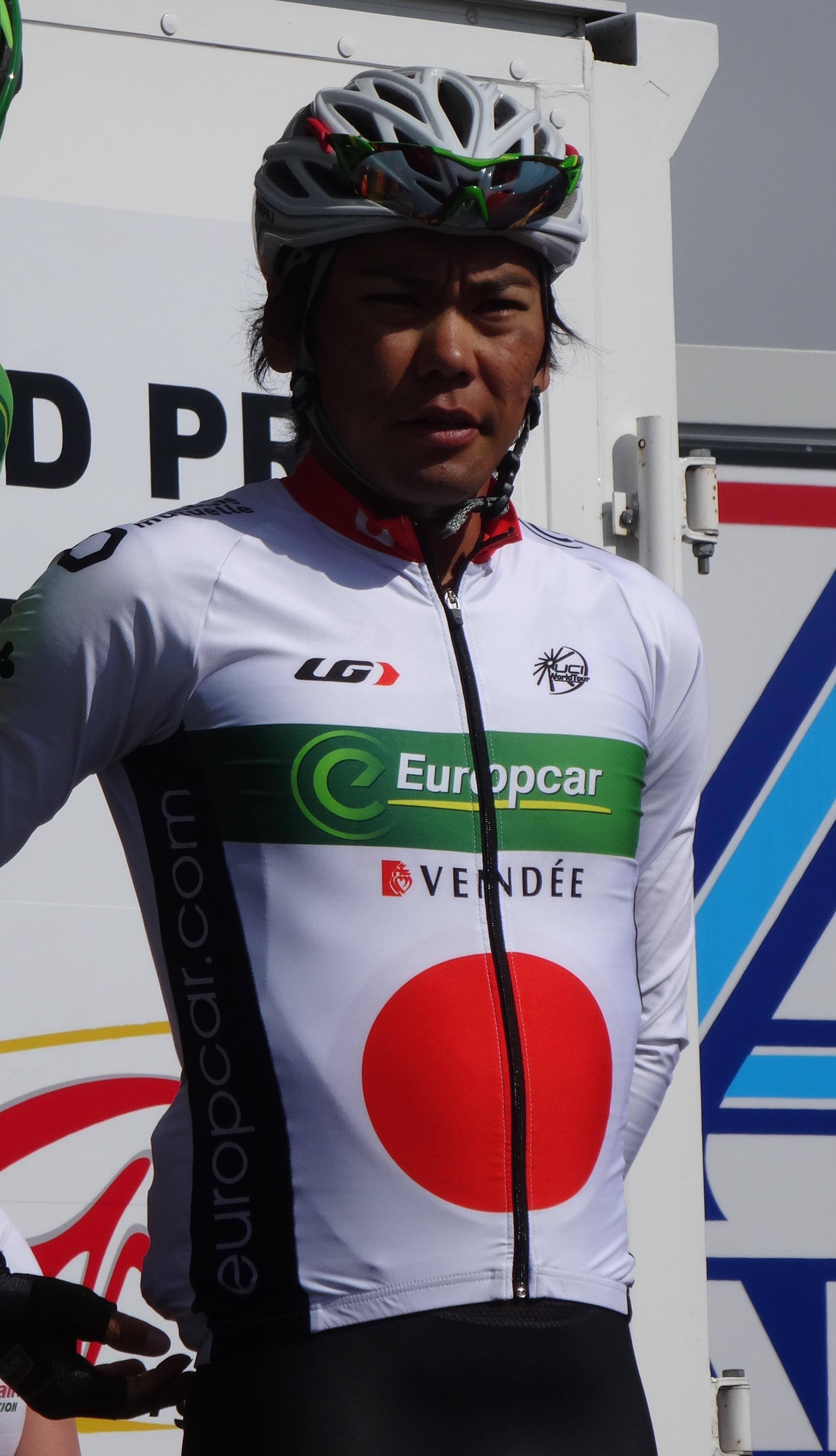
Yukiya Arashiro com o maillot de campeão de Japão

### Masculino
| Ano  | Ganhador           | Segundo          | Terceiro           |
| ---- | ------------------ | ---------------- | ------------------ |
| 1995 | Ken Hashikawa      |                  |                    |
| 1996 | Osamu Sumida       | Kazuyuki Manabe  | Junichi Kikuta     |
| 1997 | Yoshiyuki Abe      |                  |                    |
| 1998 | Tomokazu Fujino    | Yoshiyuki Abe    | Kazuyuki Manabe    |
| 1999 | Tomokazu Fujino    | Junichi Shibuya  | Osamu Sumida       |
| 2000 | Yoshiyuki Abe      | Osamu Sumida     | Kazuya Okazaki     |
| 2001 | Yasutaka Tashiro   | Mitsuteru Tanaka | Tomoya Kano        |
| 2002 | Shinri Suzuki      | Kazuya Okazaki   | Junichi Shibuya    |
| 2003 | Shinichi Fukushima | Hidenori Nodera  | Kazuyuki Manabe    |
| 2004 | Yasutaka Tashiro   | Shinri Suzuki    | Hidenori Nodera    |
| 2005 | Hidenori Nodera    | Yasutaka Tashiro | Kazuyuki Manabe    |
| 2006 | Fumiyuki Beppu     | Hidenori Nodera  | Shinri Suzuki      |
| 2007 | Yukiya Arashiro    | Hidenori Nodera  | Takashi Miyazawa   |
| 2008 | Hidenori Nodera    | Kazuo Inoue      | Shinichi Fukushima |
| 2009 | Taiji Nishitani    | Takashi Miyazawa | Hidenori Nodera    |
| 2010 | Takashi Miyazawa   | Shinri Suzuki    | Hidenori Nodera    |
| 2011 | Fumiyuki Beppu     | Yukiya Arashiro  | Miyataka Shimizu   |
| 2012 | Yukihiro Doi       | Nariyuki Masuda  | Miyataka Shimizu   |
| 2013 | Yukiya Arashiro    | Miyataka Shimizu | Nariyuki Masuda    |
| 2014 | Junya Sano         | Kazuo Inoue      | Genki Yamamoto     |
| 2015 | Kazushige Kuboki   | Yusuke Hatanaka  | Nariyuki Masuda    |
| 2016 | Sho Hatsuyama      | Ryōta Nishizono  | Keisuke Kimura     |
| 2017 | Yusuke Hatanaka    | Fumiyuki Beppu   | Keisuke Kimura     |
| 2018 | Genki Yamamoto     | Junya Sano       | Yudai Arashiro     |
| 2019 | Shotaro Iribe      | Yukiya Arashiro  | Kohei Yokotsuka    |

### Sub-23
| Ano  | Ganhador          | Segundo          | Terceiro             |
| ---- | ----------------- | ---------------- | -------------------- |
| 2005 | Yukiya Arashiro   | Makoto Nakamura  | Daichi Nemoto        |
| 2006 | Yukiya Arashiro   | Mitsunari Mitaki | Akira Ishii          |
| 2007 | Jumpei Murakami   | Futoshi Morisawa | Masakazu Ito         |
| 2008 | Ryohei Komori     | Kōhei Uchima     | Yoshimitsu Hiratsuka |
| 2009 | Eiichi Hirai      | Takashi Nakayama | Yu Takenouchi        |
| 2010 | Genki Yamamoto    | Kosuke Harakawa  | Masanori Noguchi     |
| 2011 | Genki Yamamoto    | Masaki Amemiya   | Keisuke Nakao        |
| 2012 | Yasumasa Adachi   | Toshiki Omote    | Chikara Wada         |
| 2013 | Tanzou Tokuda     | Hiroki Nishimura | Genki Yamamoto       |
| 2014 | Tanzou Tokuda     | Suguru Tokuda    | Takuma Akita         |
| 2015 | Michimasa Nakai   | Saya Kuroeda     | Hayato Okamoto       |
| 2016 | Marinho Kobayashi | Suguru Tokuda    | Yusuke Matsumoto     |
| 2017 | Kota Yokoyama     | Sora Nomoto      | Masaki Yamamoto      |
| 2018 | Masahiro Ishigami | Shoi Matsuda     | Kakeru Omae          |

## Campeonatos femininos

### Corrida em linha

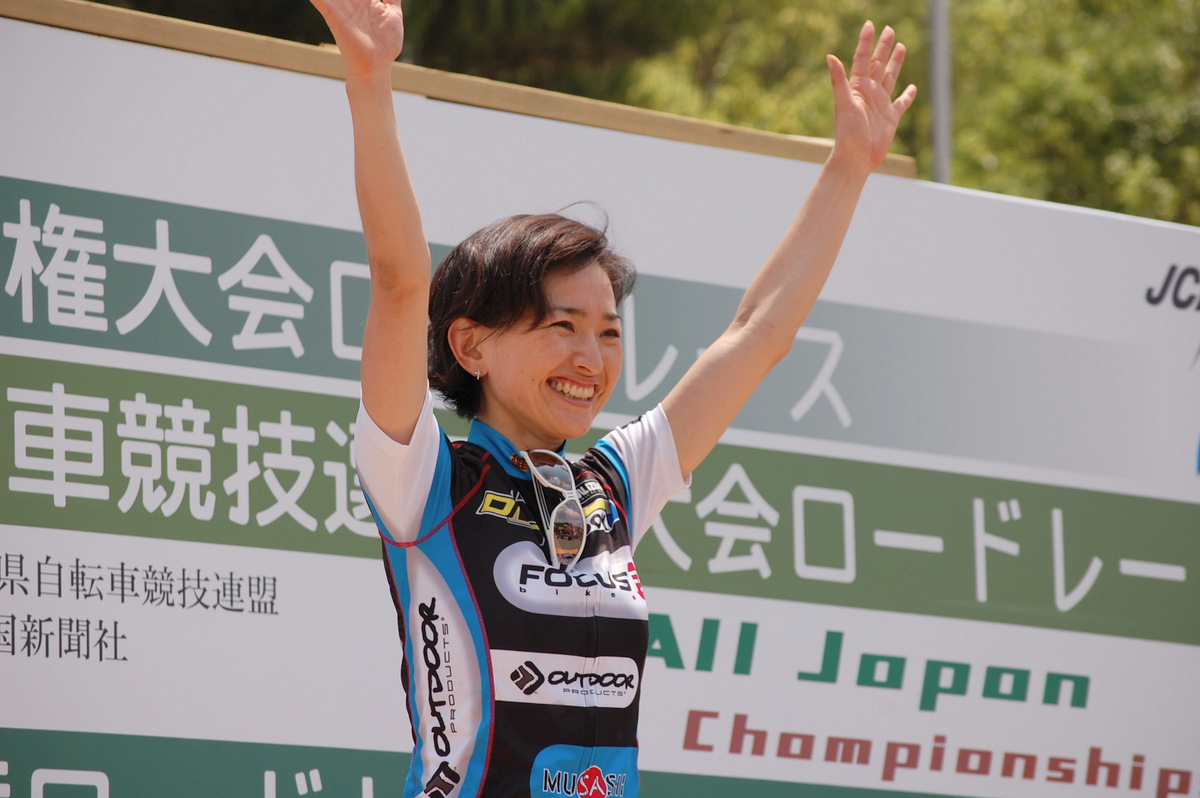
Kanako Nishi

| Ano  | Vencedor        | Segundo          | Terceiro        |
| ---- | --------------- | ---------------- | --------------- |
| 1998 | Miho Oki        | Ayumu Otsuka     | Kaori Sakashita |
| 1999 | Miho Oki        | Ayumu Otsuka     | Akemi Morimoto  |
| 2000 | Miho Oki        | Akemi Morimoto   | Kanako Nishi    |
| 2001 | Miho Oki        | Akemi Morimoto   | Tamamo Nakamura |
| 2002 | Miho Oki        | Miyoko Karami    | Ayumu Otsuka    |
| 2003 | Miho Oki        |                  |                 |
| 2004 | Miho Oki        | Miyoko Karami    | Akemi Morimoto  |
| 2005 | Miho Oki        | Miyoko Karami    | Masami Morita   |
| 2006 | Miho Oki        | Mayuko Hagiwara  | Satomi Wadami   |
| 2007 | Miho Oki        | Ayako Toyooka    | Masami Morita   |
| 2008 | Miho Oki        | Yuka Uda         | Mayuko Hagiwara |
| 2009 | Kanako Nishi    | Akemi Morimoto   | Rie Katayama    |
| 2010 | Mayuko Hagiwara | Kanako Nishi     | Rie Katayama    |
| 2011 | Mayuko Hagiwara | Rie Katayama     | Kanako Nishi    |
| 2012 | Mayuko Hagiwara | Eri Yonamine     | Hiromi Kaneko   |
| 2013 | Eri Yonamine    | Hiromi Kaneko    | Mayuko Hagiwara |
| 2014 | Mayuko Hagiwara | Eri Yonamine     | Yumiko Gōda     |
| 2015 | Mayuko Hagiwara | Eri Yonamine     | Hiromi Kaneko   |
| 2016 | Eri Yonamine    | Mayuko Hagiwara  | Yumi Kajihara   |
| 2017 | Eri Yonamine    | Miyoko Karami    | Hiromi Kaneko   |
| 2018 | Eri Yonamine    | Hiromi Kaneko    | 牧瀬翼          |
| 2019 | Eri Yonamine    | Hiromi Kaneko    | Shoko Kashiki   |
| 2020 |                 |                  |                 |
| 2021 | Miki Uetake     | Hiromi Kaneko    | Urara Kawaguchi |
| 2022 | Shoko Kashiki   | Eri Yonamine     | Hiromi Kaneko   |
| 2023 | Eri Yonamine    | 牧瀬翼           | Akari Kobayashi |
| 2024 | Eri Yonamine    | Haruna Kinoshita | Yui Ishida      |

### Sub-23 feminino
| Ano  | Ganhador    | Segundo          | Terceiro      |
| ---- | ----------- | ---------------- | ------------- |
| 2018 | Ayako Nakai | Misuzu Shimoyama | Yumi Kajihara |